# Edmund Blaurock
Edmund Blaurock (12 de outubro de 1899 - 25 de janeiro de 1966) foi um oficial alemão que serviu durante a Segunda Guerra Mundial. Foi condecorado com a Cruz de Cavaleiro da Cruz de Ferro.

## Condecorações
| Cruz de Ferro 2ª Classe                           |
| Cruz de Ferro 1ª Classe                           |
| Folhas de Carvalho nº 746 19 de fevereiro de 1945 |